# Alfred-Kolleritsch-Würdigungspreis
Der Alfred-Kolleritsch-Würdigungspreis ist ein Literaturpreis, der von der Stadt Graz in Würdigung des Lebenswerkes von Alfred Kolleritsch verliehen wird. Der Preis ist mit 7.500 Euro dotiert und soll in allen geraden Jahren an Autoren, Persönlichkeiten, Literaturinitiativen, Vereine oder Institutionen vergeben werden, die sich in ihrem literarischen Werk oder in ihrer Tätigkeit zur Vermittlung, Förderung und Verbreitung der zeitgenössischen Literatur herausragende Leistungen erworben haben.
Der Preis wurde 2021 erstmals und rückwirkend für 2020 vergeben. Die Jury für die Erstverleihung bestand aus Julian Kolleritsch, Miriam Schmid, Ilse Amenitsch, Insa Wilke, Klaus Kastberger, Johanna Öttl und Ferdinand Schmatz.
Die Verleihung erfolgt alternierend zum Franz-Nabl-Literaturpreis, der in allen ungeraden Jahren vergeben wird.

## Preisträger
- 2020 Aleš Šteger und Poesiegalerie von Udo Kawasser[2]
- 2022 Kurt Neumann[3]
- 2024 Daniela Seel